# Distrikt Yacus
Der Distrikt Yacus liegt in der Provinz Huánuco in der Region Huánuco in Westzentral-Peru. Der Distrikt wurde am 14. Juni 2010 aus Teilen des Distrikts Margos gebildet. Er erstreckt sich über eine Fläche von 70,8 km². Im Distrikt wurden beim Zensus 2017 4672 Einwohner gezählt. Sitz der Distriktverwaltung ist die 3226 m hoch gelegene Kleinstadt Yacus mit 2057 Einwohnern (Stand 2017). Yacus befindet sich knapp 30 km westsüdwestlich der Provinzhauptstadt Huánuco.

## Geographische Lage
Der Distrikt Yacus befindet sich in der peruanischen Zentralkordillere im Westen der Provinz Huánuco. Der Río Niño entwässert einen Großteil des Distrikts nach Süden. Der Nordosten des Distrikts liegt im Einzugsgebiet des Río Mito. Beide Flüsse sind Zuflüsse des Río Huallaga.
Der Distrikt Yacus grenzt im Süden an den Distrikt Margos, im Südwesten an den Distrikt San Francisco de Asís (Provinz Lauricocha), im Nordwesten und im Norden an die Distrikte Choras und Jacas Chico (beide in der Provinz Yarowilca), im Nordosten an den Distrikt Quisqui sowie im Osten an den Distrikt Yarumayo.

## Ortschaften
Im Distrikt gibt es neben dem Hauptort folgende größere Ortschaften:
- Gasgo (210 Einwohner)
- Huacora (356 Einwohner)
- Huamally (271 Einwohner)
- Huanchan (823 Einwohner)
- San Cristóbal de Potaga (322 Einwohner)
- San Isidro de Paura (329 Einwohner)
- San Lorenzo de Llaglla (230 Einwohner)